# 独行杀手
《独行杀手》（法語：Le Samouraï，法語發音：[lə sa.mu.ʁa.i]）是一部1967年法国新黑色犯罪电影，由讓-皮埃爾·梅爾維爾自编自导，并由阿兰·德龙、弗朗西奥斯·皮埃尔及娜塔莉·德龙主演。該片於1967年10月25日在法國上映。

## 剧情简介
雇佣杀手杰夫·科斯泰罗（阿兰·德龙饰）住在巴黎的一家单人房，陈设简陋的家中只有一只笼中的小鸟与他作伴。一个长长的开场镜头向我们展示了我们的主人公，躺在床上，抽着烟，接着画面中出现了这样一段话：
没有谁比武士更孤独，或许只有丛林中的老虎例外。
 — 《武士道之书》
科斯泰罗借助女友简（娜塔莉·德龙饰）提供的不在场证明，实现了他其有条不紊的犯罪手法。在按合同执行了对夜总会老板的谋杀后，包括女钢琴手瓦莱里（凯茜·罗西尔）等几名目击者看到了他逃离现场。他们的证词不一，但根据目击者的指认以及出于对他不在场证明的怀疑，调查官（弗朗西奥斯·皮埃尔饰）坚信他就是他们所要寻找的凶手。
离开警局后，科斯泰罗甩掉了跟踪他的的警察，来到地铁立交桥上一个会面点来取雇主的报酬。在那里，他被雇主雇佣的杀手射伤。包扎了伤口并且休息好之后，他回到夜总会，并坐那位钢琴师的车来到了她家。他很感激她，但同时他也对女钢琴师在目击者指辨时对他的保护感到疑惑。与此同时，警察在他的房间里安装了窃听设备，但是这也惊动了笼中的鸟儿。回家后，科斯泰罗注意到了笼子里散落的的羽毛，鸟儿的行为也异乎寻常。他怀疑自己的房间已经被人侵入，于是在一番搜查后，他发现了窃听器，并关闭了它。
与此同时，警察搜查了简的公寓并向她提出了一个条件：只要她收回对科斯泰罗的不在场证明，他们就会乖乖离开，她也能从这堆麻烦中摆脱出来。简拒绝了他们的条件并开门让他们离开。回到公寓，科斯特洛被埋伏在家的杀手持枪威胁，杀手给了他一笔钱还有一份新的合同（谋杀目标并没有透露给观众）。科斯泰罗制服了他，迫使他透露出了他的雇主——奥利维尔·雷伊(让-皮埃尔·波西埃饰)。
在与几名便衣警察在巴黎地鐵的追逐场面以及与简的告别拜访之后，科斯泰罗开车去了雷伊的家，原来就是女钢琴师住的公寓。他杀死了雷伊并开车前往夜总会。这一次，他毫不掩饰自己的存在，他甚至在检查自己的帽子之后在柜台上留下检票， 在众目睽睽之下，他戴上白手套，走向舞台，瓦莱丽建议他马上离开。当他拿出枪指着她时，她轻声问:“为什么，杰夫?”他回答说:“我是被雇来的。”在一阵紧张后，观众听到了枪声，但并不是来自他的枪。科斯泰罗倒在地上死了。一名低阶警员告诉瓦莱丽，她很幸运有警察在那里，否则科斯泰罗会杀了她。但是，当调查官拿起科斯特洛的枪时，人们发现他在进入俱乐部之前就已经取出了枪中的所有子弹。

## 主要演员
- 阿兰·德龙饰演杰夫·科斯泰罗，主人公，一位面无表情、沉默寡言的杀手
- 弗朗西奥斯·皮埃尔（英语：François Périer）饰演调查官，调查杰夫的主要人物，坚信杰夫就是凶手
- 娜塔莉·德龙（英语：Nathalie Delon）饰演简·拉格朗日，杰夫的情人，帮助杰夫做不在场证明
- 凯茜·罗西尔（英语：Cathy Rosier）饰演瓦莱丽，钢琴家，杰夫案件的目击者，杰夫雇主的情人，作证时欺骗了调查官
- 雅克·勒罗伊饰演天桥上的杀手，想要在杰夫来取酬金的时候解决掉他
- 米歇尔·博伊西罗德（英语：Michel Boisrond）饰演维纳
- 罗伯特·法瓦特（英语：Robert Favart）饰演酒保，目击者之一
- 让-皮埃尔·波西埃饰演奥利维尔·雷伊，杰夫的雇主，后雇杀手去解决杰夫
- 凯瑟琳·乔丹（英语：Catherine Jourdan）饰演夜总会女孩，柜台女，目击者之一
- 罗杰·弗雷德，卡罗·内尔和罗伯特·朗多饰演巡警[1]

## 影响
这部电影影响了很多作品，按时间顺序排列如下：
- 華特·希爾1978年的电影《虎口拔牙（英语：The Driver）》中一个不情愿的女目击者和一个肇事司机之间也有类似的情景。

- 香港导演吴宇森1989年的电影《喋血双雄》情节也深受《独行杀手》影响，片中的钢琴家被歌手取代,吴宇森通过一篇关于《独行杀手》和梅尔维尔的电影“标准收藏DVD”发布技巧的短文来承认他的影响。[3]
- 吉姆·賈木許1999年的犯罪剧情片《鬼狗杀手（英语：Ghost Dog: The Way of the Samurai）》向《独行杀手》表达了致敬，由科力士·韋德加饰演一个沉默寡言的，浸淫在武士道的精神世界里的孤独杀手。就像科斯泰罗有一串能偷走各种型号的雪铁龙DS的钥匙，鬼狗杀手有一把能偷走各种豪车的电子钥匙。[4][5]
- 香港导演彭浩翔2001的犯罪喜剧《买凶拍人》中葛民辉以阿兰·德隆饰演的杰夫为偶像，他穿着与杰夫一样的衣服，并在公寓里通过《独行杀手》海报与阿兰·德隆交谈。[6]
- 香港导演杜琪峰2009年的电影《复仇》是对梅尔维尔的警匪片的致敬。主角是一位退役的刺客，其姓氏是科斯泰罗。导演向阿兰·德龙提出了这个角色，但被拒绝。[7]

- 由佐治·古尼饰演一个躲在意大利小村庄的杀手的电影——安東·寇班执导的《完美狙擊》也被认为与《独行杀手》具有相当的相似性。[8]

- 瑞恩·高斯林2011年的电影 《亡命驾驶》中的无名英雄与杰夫·科斯泰罗有很多相似的特征。[9]

- 麥當娜2012年的歌曲《Beautiful Killer》是对阿兰·德龙的致敬。这首歌暗指《独行杀手》和德龙饰演的杰夫：“You are a beautiful killer / I like your silhouette when you stand on the streets / Like a samurai you can handle the heat / Makes me wanna pray for a haunted man...”[10]

这部电影在《帝國雜誌》2010年的“世界百强电影”中排名第39位。爛番茄根据电影所收到的29份评论打出了100％的评分，平均评分为8.4/10。该网站达成以下共识：“《独行杀手》充分利用简约的美感，运用时尚而又有影响力的导演方式，再加上演员扎实的表演和电影所烘托出的浓厚氛围，编织出一个引人入胜的故事。”

## 参看
- 监视题材的电影清单（英语：List of films featuring surveillance）
- 烂番茄上100%评级的电影清单（英语：List of films with a 100% rating on Rotten Tomatoes）

## 扩展阅读
- Nogueira, Rui (ed.). 1971. Melville on Melville. New York: Viking Press. ISBN 0-670-46757-X (hardbound), ISBN 0-670-01926-7 (paperbound)
- Palmer, Tim. 2006. Le Samouraï In Phil Powrie (ed.), The Cinema of France. London: Wallflower Press. ISBN 1-904764-47-9 (hardbound), ISBN 1-904764-46-0 (paperbound)
- Vincendeau, Ginette. 2003. Jean-Pierre Melville : 'an American in Paris'. London: British Film Institute. ISBN 0-85170-950-8 (hardbound), ISBN 0-85170-949-4 (paperback)